# Funeral for a Friend
Funeral for a Friend was een Welshe rockgroep uit Bridgend. De band werd opgericht in 2001.
De band heeft altijd bestaan uit vijf bandleden. Ze hadden eerst een contract met Ferret Music en later met Atlantic Records voor ze in 2008 hun eigen label, genaamd Join Us, oprichtten.

## Samenstelling

### Huidige leden
- Matthew Davies-Kreye - zang
- Kris Coombs-Roberts - gitaar, zang
- Gavin Burrough - gitaar
- Richard Boucher - basgitaar
- Pat Lundy - drums

### Voormalige leden
- Kerry Roberts - gitaar
- Oliver Craze - gitaar
- Matthew Evans - zang
- Andi Morris - basgitaar
- Johnny Phillips - drums
- Gareth Davies - basgitaar, zang
- Darran Smith - gitaar
- Ryan Richards - drums, zang

## Discografie

### Studioalbums
- Casually Dressed & Deep in Conversation (2003)
- Hours (2005)
- Tales Don't Tell Themselves (2007)
- Memory and Humanity (2008)
- Welcome Home Armageddon (2011)
- Conduit (2012)
- Between Order and Model  (2013)
- Chapter and Verse  (2015)

### Extended plays
- Between Order and Model (2002)
- Four Ways to Scream Your Name (2003)
- Seven Ways to Scream Your Name (2003)
- The Great Wide Open (2007)
- The Young & Defenceless (2010)

### Compilaties
- Your History Is Mine: 2002-2009 (2009)

### Livealbums
- Spilling Blood in 8mm (2004)
- Final Hours at Hammersmith (2006)

### Singles
- "Juneau"
- "She Drove Me to Daytime Television"/"Bullet Theory"
- "Escape Artists Never Die"
- "Streetcar"
- "Monsters"
- "History"
- "Roses for the Dead"
- "Into Oblivion (Reunion)"
- "Walk Away"
- "The Great Wide Open"
- "Waterfront Dance Club"/"Beneath the Burning Tree"
- "Kicking and Screaming"
- "Rules and Games"
- "Serpents in Solitude"
- "Front Row Seats to the End of the World"